# Everette Stephens
Everette Louis Stephens (Evanston, 21 ottobre 1966) è un ex cestista statunitense, professionista nella NBA, in Australia e in Francia.

## Carriera
È stato selezionato dai Philadelphia 76ers al secondo giro del Draft NBA 1988 (31ª scelta assoluta).